# Donato di Besançon
Donato (590 circa – 7 agosto 660 circa) fu vescovo di Besançon. Il suo culto come santo fu confermato da papa Leone XIII nel 1900.

## Biografia
Secondo il racconto di Giona di Bobbio, Donato era figlio dei duchi Valdeleno e Flavia e la sua nascita sarebbe da attribuire alle preghiere di san Colombano.
Già monaco a Luxeuil, attorno al 626 fu eletto vescovo di Besançon: presenziò ai concili di Reims, Clichy e Chalon-sur-Saône e concesse privilegi all'abbazia di Saint-Faron di Meaux.
Fondò l'abbazia maschile di Saint-Paul sulle rovine dell'antico palazzo dei governatori dei Sequani e le diede una regola basata su quelle di san Benedetto e san Colombano; su richiesta di sua madre e della sorella Siruda, fondò anche il monastero femminile di Jussa-Moutier, ai piedi della cittadella di Besançon, e diede alle religiose una regola con elementi provenienti da quelle di Benedetto, Colombano e Cesario (tale regola ebbe una certa fortuna e fu adottata anche dalle monache di Chamalières).
Incerta è l'epoca della sua morte; il suo nome appare ancora in un diploma del mese di febbraio dell'anno I del regno di Clotario III, ossia il 658 circa.
Fu sepolto, insieme con il padre, nell'abbazia di Saint-Paul.

## Il culto
Il culto di san Donato, documentato dalle litanie proprie della diocesi di Besançon, fu confermato da papa Leone XIII il 24 novembre 1900.
Il suo elogio si legge nel martirologio romano al 7 agosto.